# 第四十九屆超級盃
第四十九屆超級盃是國家美式足球聯盟（NFL）2015赛季美式足球聯賽冠軍爭奪戰。由美聯（AFC）冠軍新英格蘭愛國者對決國聯（NFC）冠軍西雅圖海鷹。賽事於2015年2月1日在格伦代尔鳳凰城大學體育館舉行。終場由新英格蘭愛國者以28-24的比數擊敗衛冕冠軍西雅圖海鷹，奪得第四十九屆超級盃冠軍，汤姆·布雷迪當選最有價值球員。原本西雅圖海鷹在第三節完結後領先24-14，但新英格蘭愛國者於第四節調節打法之後連續兩次達陣使新英格蘭愛國者反超前28-24。原本西雅圖海鷹在臨完場前有機會再達陣得分，但臨完場前第二個攻勢向達陣區傳球時被新英格蘭愛國者的巴特勒於達陣區前搶斷成功從而令海鷹飲恨。

## 背景

### 堪萨斯城的初步申办计划

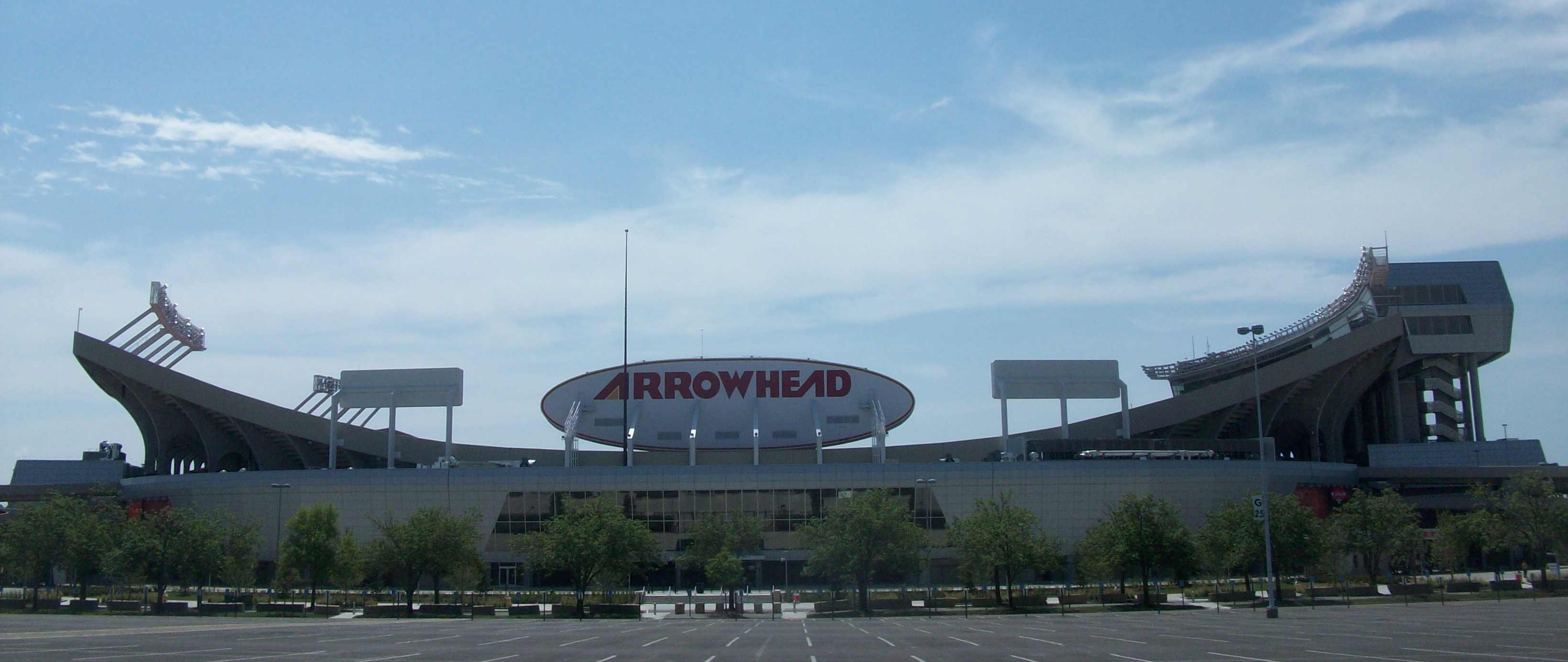
阿罗黑德体育场内部全景图

NFL的持有者最初在2005年11月的投票中，授予密苏里州堪萨斯城申办超级碗的资格，以纪念堪萨斯城酋长的老板、美国橄榄球联盟的创办者、曾在20世纪60年代策划每年赛事的拉马尔·亨特。时任NFL专员保罗·塔利亚布2006年3月5日进一步确认，堪萨斯城将举办第49届超级杯。不过，2006年4月4日，密苏里州杰克逊县的两项赛事营销税款可能顺利通过。
修葺阿罗黑德体育场和临近的考夫曼体育场的第一项税款，获得53%的支持而通过。然而，在两个场馆之间搭建滚动屋顶的第二项税款，以48%的支持率而错失。败果出现，堪萨斯城商会和一些公民及商业团体纷纷表示反对超级碗，亨特和酋长队最终2006年5月25日，撤回举办第49届超级杯的请求。

#### 申办过程

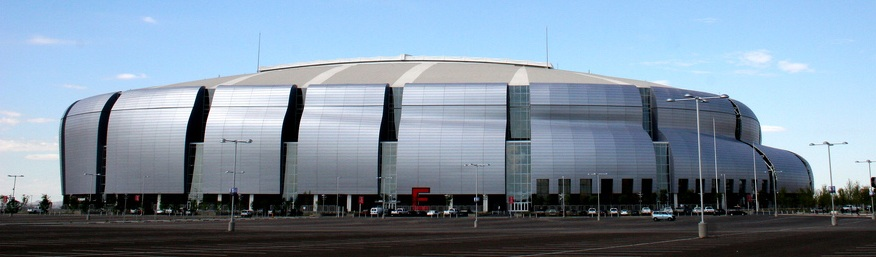
凤凰城大学体育馆内部全景图

伴随着堪萨斯城计划的流产，下列地点提出举办第49届超级杯的请求：
- 佛罗里达州坦帕雷蒙德·詹姆斯体育馆（英语：Raymond James Stadium）[4]
- 佛罗里达州迈阿密花园永明体育场[4]
- 亚利桑那州格兰岱尔凤凰城大学体育馆[5]

新泽西州东卢瑟福大都会体育馆输掉了第48届超级杯的举办权后，坦帕和迈阿密提交申请。亚利桑那州输掉了第48届超级杯的申办权后，把经济重点放在第49届的申办中。
NFL发言人格雷格·艾洛2011年4月证实坦帕和亚利桑那州进入最终的争夺。联盟随后于2011年10月11日宣布，凤凰城大学体育馆将主办第49届超级杯，这也是该体育馆自2008年2月举办第42届超级杯后，第二次赢得超级杯，也是自1996年1月于坦帕附近的太阳魔鬼体育馆主办第30届超级碗以来，凤凰城地区第三次举办该赛事。

## 现场表演

### 赛前表演
伊迪娜·门泽尔现场演唱美国国歌，《美哉美國》则由约翰传奇演唱。

### 中场表演
2014年10月9日，《告示牌》宣布凱蒂·佩芮将进行中场秀表演，而聯盟于11月23日确认了这一消息。表演由美国歌手凱蒂·佩芮领衔，歌手藍尼·克羅維茲和说唱歌手蜜西·艾莉特作为特邀来宾完成。演出开场时，佩里骑着金色机械狮子登场，随后表演了〈怒吼〉和〈黑马〉，并与克羅維茲合唱〈親了一個拉拉〉 。之后，佩里在海滩主题的舞台演唱了〈花漾年華〉和〈加州女孩〉，然后艾莉特登场进行演出。演出以〈煙火〉作为闭幕曲，佩里在表演这首歌曲时骑上了流星道具点燃烟火。
演出获得了媒体的普遍好评，并在第67屆黃金時段創意藝術艾美獎获得了最佳綜藝特輯燈光設計／燈光執導与最佳綜藝、非虛構及實境節目服裝。根据尼尔森的统计数据，演出在NBC播出时吸引了超过1.18亿的观看人次。演出亦对歌手的唱片销量产生了积极影响，其鲨鱼伴舞的形象也成为了网络迷因。